# Robiquetia virescens
Robiquetia virescens är en orkidéart som beskrevs av Paul Ormerod och S.S.Fernando. Robiquetia virescens ingår i släktet Robiquetia och familjen orkidéer. Inga underarter finns listade i Catalogue of Life.